# Эксчейндж-Плейс, 20
Эксче́йндж-Плейс, 20 (англ. 20 Exchange Place) — небоскрёб в Нижнем Манхэттене. Фасады здания выходят на улицы Эксчейндж-Плейс, Уильям-, Бивер- и Хановер-стрит.
Проект здания был разработан архитектурным объединением Cross and Cross по заказу конгломерата National City Bank of New York-Farmers’ Loan and Trust Company. Его строительство началось в 1930 году и было закончено уже в 1931-м. Изначально планировалось, что высота здания составит 258 метров, что сделало бы его высочайшим в мире. По проекту в небоскрёбе планировалось 66 этажей, а его крыша должна была быть увенчана 4,5-метровой сферой. Однако эти планы сорвала Великая депрессия, проект был пересмотрен, и в итоге высота здания составила 226 метров. Тем не менее, на момент постройки по этому показателю оно было четвёртым в мире.
Особенностью небоскрёба, отличающей его от прочих высотных зданий 1920—1930-х годов, является то, что его фасад выполнен в камне, а не в более дешёвых и оттого популярных тогда кирпиче или терракоте. Нижняя часть здания, занимающая 21 этаж из 57, повторяет очертания улиц. На высоте 19 этажа размещены 14 бюстов, олицетворяющих эмоции финансистов того времени. В оформлении двух главных вестибюлей небоскрёба использовано 45 видов мрамора из многих стран мира.
Небоскрёб являлся головным офисом нынешней компании Citigroup вплоть до 1956 года.
- Вид на здание с уровня улицы
- Вид на здание с высоты птичьего полёта (по центру)
- Бюсты на фасаде

## Эксчейндж-Плейс, 20 в искусстве
В 1957 году в начале фильма «Король в Нью-Йорке» здание на Эксчейндж-Плейс, 20 было запечатлено с самолёта, пролетавшего над Нижним Манхэттеном.